# Aloe elgonica

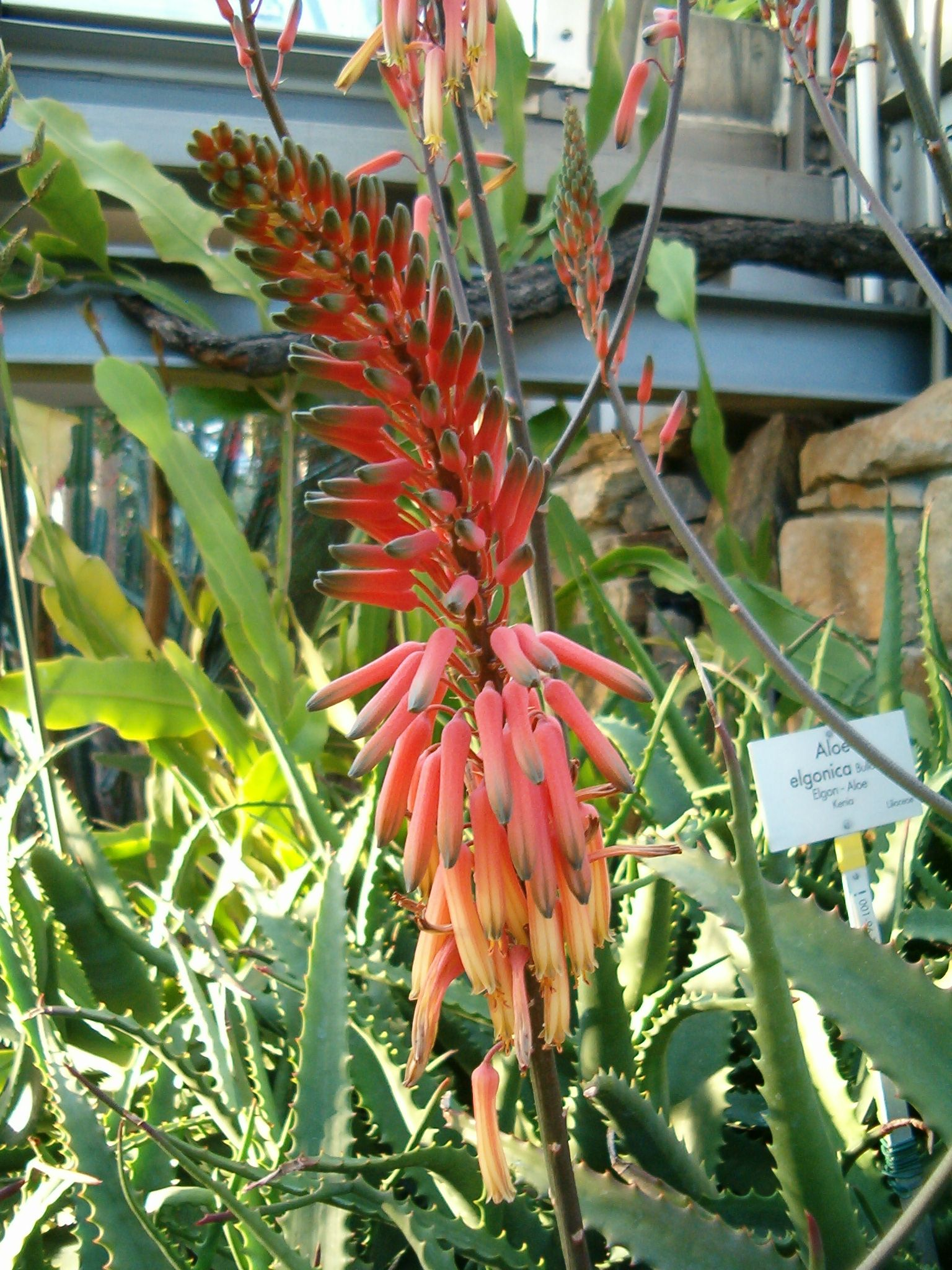
Blütenstand

Aloe elgonica ist eine Pflanzenart der Gattung der Aloen in der Unterfamilie der Affodillgewächse (Asphodeloideae). Das Artepitheton elgonica verweist auf das Vorkommen der Art am Mount Elgon.

## Beschreibung

### Vegetative Merkmale
Aloe elgonica wächst stammbildend, verzweigt und bildet dichte Klumpen, die manchmal Durchmesser von bis zu 2 Metern erreichen können. Die aufrechten oder niederliegenden Stämme sind bis zu 1 Meter und mehr lang. Die 20 bis 24 dreieckig spitz zulaufenden Laubblätter bilden dichte Rosetten. Die dunkelgrüne, häufig rötlich überhauchte Blattspreite ist bis zu 40 Zentimeter lang und 9 Zentimeter breit. Die Blattoberfläche ist glatt. Die stechenden Zähne am Blattrand sind 8 bis 9 Millimeter lang und stehen 10 bis 15 Millimeter voneinander entfernt. Der Blattsaft ist trocken gelb.

### Blütenstände und Blüten
Der Blütenstand ist  einfach oder besteht aus drei bis vier Zweigen und ist 50 bis 70 Zentimeter lang. Die dichten, zylindrisch-konischen Trauben sind 18 Zentimeter lang und 8 bis 9 Zentimeter. Die eiförmig-spitzen Brakteen weisen eine Länge von 5 Millimeter auf und sind 4 Millimeter breit. Die orangeroten Blüten sind an ihrer Mündung gelblich. Sie stehen an 20 bis 25 Millimeter langen Blütenstielen. Die Blüten sind 40 Millimeter lang und an ihrer Basis kurz verschmälert. Auf Höhe des Fruchtknotens weisen sie einen Durchmesser von 7 bis 8 Millimeter auf. Darüber sind sie leicht verengt und schließlich zu ihrer Mündung hin erweitert. Ihre Perigonblätter sind auf einer Länge von 15 Millimetern nicht miteinander verwachsen. Die Staubblätter und der Griffel ragen 3 bis 5 Millimeter aus der Blüte heraus.

### Genetik
Die Chromosomenzahl beträgt {\displaystyle 2n=28}.

## Systematik und Verbreitung
Aloe elgonica ist in Kenia auf felsigen Hängen, oft im Gras, in Höhenlagen von 1980 bis 2380 Metern verbreitet.
Die Erstbeschreibung durch Arthur Allman Bullock wurde 1932 veröffentlicht.

## Nachweise